# مذبحة فرانيكا
مذبحة فرانيكا كانت هي مقتل 13 أسير حرب من جيش جمهورية البوسنة والهرسك في 10 مايو 1993 من قبل مجلس الدفاع الكرواتي خلال حرب البوسنة والهرسك.
قدم صحفيان من إذاعة وتلفزيون كرواتيا ديانا تشولياك وسميليكو شاغولي تقرير تلفزيوني عن الرجال الأسرى ادعى فيه كلاهما أنه تم بالفعل القبض على رجال إرهابيين قاموا بضحية مدنيين كرواتيين أثناء تسجيلهم على شريط وهم يقفون مصطفين. تحت تهديد السلاح أمام مبنى شركة «فرانيكا» الحكومية السابقة.
لا يزال هذان الصحفيان المثيران للجدل يلقيان باللوم من قبل عائلات ضحايا قضية فرانيكا على التحريض على مذبحة أسرى البوسنة والهرسك بعد بث تقرير كاذب.
تم العثور في وقت لاحق على جثث أسرى البوسنة والهرسك في مقبرة غورانتشي الجماعية.